# Café Weltschmerz
Café Weltschmerz is een Nederlands multimediaal platform voor interviews en discussies tussen burgerjournalisten, journalisten, academici, deskundigen, politici, opiniemakers en andere maatschappelijke actoren. Het staat te boek als een overwegend rechts platform, maar volgens oprichter Von Kreyfelt is het ook belangrijk om "tegenspraak op de tegenspraak" te leveren en niet alleen heel rechtse geluiden te laten horen.

## Ontstaan en organisatie
Café Weltschmerz is in 2014 opgericht door de eindredacteur Max von Kreyfelt, in samenwerking met Dirk van Weelden, en is ondergebracht in de Coöperatie Weltschmerz die wordt gefinancierd uit donaties. Hiervoor bestond er al sinds 2012 een Facebook-groep onder deze naam, met discussiestukken.
Sinds eind 2023 heeft Shoreh Feshtali de leiding overgenomen. 

## Format en middelen
In een donker gehouden kamer, met een lamp en een camera, zit een interviewer aan een tafel, die in gesprek gaat met zijn of haar gast, of bij uitzondering met meerdere gasten. Een interview duurt tussen een half uur en een uur. Er zijn enkele vaste interviewers waaronder Arno Wellens, Sven Hulleman, Karel van Wolferen en Sid Lukkassen. Andere bekende interviewers zijn onder andere Ad Verbrugge, George van Houts, Thierry Baudet, Harry van Bommel, Harry Starren, Paul Cliteur, Kees de Lange, Wim van Rooy, Geerten Waling, Syp Wynia, Felix Rottenberg, Willem Middelkoop, Cees Hamelink, Pim van Galen, Lea Bouwmeester, Rob Oudkerk, Hans Knoop, Stan van Houcke, Dennis Honing. Ook Flavio Pasquino en Ab Gietelink werkten tijdelijk bij Weltschmerz totdat ze hun eigen kanaal begonnen, blckbx en Alternatief.tv. Sommige gasten keren later zelf terug als interviewer met eigen gasten. Café Weltschmerz zendt ook uit op locatie. Sinds oktober 2021 brengt Café Weltschmerz ook wekelijks een satirisch programma, genaamd Poppencast.tv, met als vaste panelleden Chris van der Ende, Tommy Zwartjes en Koen Verhagen.
Café Weltschmerz maakt gebruik van verscheidene media om de interviews naar de kijkers te brengen: video's op o.a. de eigen website en een YouTube-kanaal, podcasts via verschillende platformen, en het televisiekanaal SALTO. Een project met Erik de Vlieger, die van 2014 tot 2017 als vaste interviewer deelnam, en AT5 strandde na een aantal afleveringen. Ingebedde filmpjes verschijnen onder andere op ThePostOnline, Beter Onderwijs Nederland, Follow the Money en Stichting Meervrijheid, afhankelijk van het thema waarover men discussieert.

## Controversieel karakter
Bij Café Weltschmerz zijn regelmatig interviewers en gasten in gesprek die een eigen, niet zelden controversiële, mening hebben over o.a. het neerhalen van MH17, de aanslagen op 11 september 2001, de coronacrisis, en het Israëlisch-Palestijns conflict. Gasten waren bijvoorbeeld de politicoloog Kees van der Pijl, opiniepeiler Maurice de Hond, anti-corona-maatregelen-activist Willem Engel, journalist en initiatiefnemer van omroep Ongehoord Nederland Arnold Karskens, en documentairemaker Peter Vlemmix. Een Raad van Advies, onder leiding van oud-hoogleraar Internationale Communicatie Cees Hamelink, neemt sinds eind 2019 klachten over het verspreiden van desinformatie door Café Weltschmerz in behandeling.
In een onderzoek van Pointer in april 2020 kwam Café Weltschmerz naar voren als een bron van "onjuiste en onbewezen uitspraken over het coronavirus", die de ronde deden op sociale mediaplatformen als Twitter.
Op 30 juni 2021 twitterde Volkskrant-journalist Maarten Keulemans dat Café Weltschmerz een video van zijn site verwijderd had, van een door dat platform georganiseerd debat waarin Keulemans een ander standpunt in het coronadebat huldigde dan Café Weltschmerz. Keulemans karakteriseerde dat als censuur.
Op 10 oktober 2021 ontstond ophef omdat Café Weltschmerz meldde dat RTL Boulevard-verslaggever Ruud ten Wolde zou zijn overleden aan het coronavaccin, terwijl hij aan kanker was overleden.